# Servius Asinius Celer
Servius Asinius Celer (PIR² A 1225[dode link]) (° 2 v.Chr. (?) - † ?) was een zoon van Gaius Asinius Gallus en Vipsania Agrippina. Er is weinig over hem bekend, maar hij wordt in Lucius Annaeus Seneca zijn Apocolocyntosis divi Claudii vermeld. Hij leefde tijdens de regering van Caligula en wordt door Plinius maior als man van consulaire rang aangeduid, maar wanneer hij consul was is niet bekend (mogelijk in 38). Hij zou één barbeel hebben gekocht voor 8000 sestertii. Hij stond dan ook bekend als een smulpaap.

## Voetnoten
1. ↑  Sen., Apoc. divi Claud. 13.
2. 1 2  Plin., H. N. IX 31 § 67.
3. ↑  TPSulp 67 = AE 1972, 88 = AE 1980, +47; TPSulp. 43 = AE 1986, 167 = AE 2002, +82; AE 1992, 1272 = M.A. Speidel, Die römischen Schreibtafeln aus Vindonissa, 1996, n. 2.